# Rhesalides nigeriensis
Rhesalides nigeriensis är en fjärilsart som beskrevs av George Francis Hampson 1926. Rhesalides nigeriensis ingår i släktet Rhesalides och familjen nattflyn. Inga underarter finns listade.